# وقواق برونزي أصفر الحنجرة
وقواق برونزي أصفر الحنجرة (الاسم العلمي: Chrysococcyx flavigularis) (بالإنجليزية: Yellow-throated Cuckoo)‏ هو نوع من الطيور يتبع جنس الوقواق البرونزي من فصيلة طيور الوقواق.